# Анелија Нунева
Анелија Нунева (буг. Анелия Нунева; Бјала 30. јуни 1962) је бивша бугарска атлетичарка, која се такмичила у спринтерским дисциплинама на 100 метара и 60 метара.
У финалу трке 100 метара на Олимпијским играма 1988. у Сеулу Нунева је трчала у стази поред Флоренс Грифит Џојнер. Стартовала је веома добро и првих 70 метара и носила се са Грифит Џојнер, када јој је у пуном трку пукао мишић. Очајничким покушајем довукла се до циља и прешла линију на циљу као последња. Опет се такмичила у Барселони 1992. када је била шеста.
Њени највећи успеси били су сребрна медаља освојена на Европском првенству на отвореном 1986. на 100 метара и три сребрне на европским првенствима 1987, 1989. и 1992. и 1987. у Индијананолису на 60 метара.

## Лични рекорди
На отвореном:
- 100 метара - 10,85 — 02.10.88. Софија
- 200 метара - 22,01 — 16.08.87. Софија

У дворани:
- 50 метара - 6,12 — 02.10.88. Москва
- 60 метара - 7,03 — 22.01.87. Лијевен